# Lucius Pompeius Vopiscus
Lucius Pompeius Vopiscus war ein römischer Suffektkonsul im Jahr 69.
Pompeius stammte aus Vienna. Kaiser Otho ernannte ihn, zusammen mit Lucius Verginius Rufus, zum Suffektkonsul für die Monate März und April des Jahres 69. Das Konsulat wurde Pompeius angeblich infolge der alten Freundschaft zu Otho gegeben. „Vielfach legte man es aber so aus, es sei zur Ehrung Viennas geschehen“.